# 黄仁杼
黄 仁杼（こう じんじょ、フアン レンシュー、1954年〈民国43年〉1月5日 - ）は、中華民国（台湾）の測量技師、政治家。民主進歩党所属の元立法委員。

## 経歴
1990年の桃園県議会選挙で初当選。その後再選され2期連続で務める。
1998年の中壢市長選挙に出馬するが、落選した。
2002年の桃園県議会選挙で再び当選。その後再選され2期連続で務める。
2009年の中壢市長選挙に出馬するが、再度落選した。
2009年、桃園県第三選挙区の呉志揚が立法委員を辞職することに伴い、翌年2月27日に行われた補欠選挙で当選した。
2012年の第8回立法委員選挙では、桃園県第三選挙区から再選を目指し出馬したが、国民党候補の陳学聖に敗れ落選した。
2019年3月、収賄罪で懲役2年、執行猶予5年、罰金100万台湾ドルと3年間の公民権剥奪の判決が下った。

## 選挙記録
| 年度 | 選挙                 | 選挙区           | 所属政党   | 得票数 | 得票率 | 当選 | 注釈 |
| ---- | -------------------- | ---------------- | ---------- | ------ | ------ | ---- | ---- |
| 1990 | 第12回桃園県議員選挙 |                  | 無党籍     |        |        |      |      |
| 1994 | 第13回桃園県議員選挙 |                  | 無党籍     |        |        |      |      |
| 1998 | 第9回中壢市長選挙    | 桃園県中壢市     | 無党籍     | 23,068 | 21.52% |      |      |
| 2002 | 第15回桃園県議員選挙 | 第七選挙区       | 無党籍     | 5,532  | 5.19%  |      |      |
| 2005 | 第16回桃園県議員選挙 | 第七選挙区       | 民主進歩党 | 10,014 | 6.59%  |      |      |
| 2009 | 第12回中壢市長選挙   | 桃園県中壢市     | 民主進歩党 | 53,261 | 37.12% |      |      |
| 2010 | 第7回立法委員選挙    | 桃園県第三選挙区 | 民主進歩党 | 45,363 | 47.25% |      |      |
| 2012 | 第8回立法委員選挙    | 桃園県第三選挙区 | 民主進歩党 | 72,395 | 39.92% |      |      |